# Micropholis macrophylla
Micropholis macrophylla är en tvåhjärtbladig växtart som först beskrevs av Kurt Krause, och fick sitt nu gällande namn av Terence Dale Pennington. Micropholis macrophylla ingår i släktet Micropholis och familjen Sapotaceae. IUCN kategoriserar arten globalt som akut hotad. Inga underarter finns listade i Catalogue of Life.